# Bracia Karamazow
Bracia Karamazow (ros. Братья Карамазовы) – rosyjska powieść psychologiczna, ostatnia powieść Fiodora Dostojewskiego, uważana powszechnie za kulminację jego twórczości. Dostojewski spędził na pisaniu Braci Karamazow ponad dwa lata (lipiec 1878 – listopad 1880). Kolejne części utworu ukazywały się w czasopiśmie Russkij Wiestnik, oddzielne wydanie ujrzało światło dzienne w grudniu 1880 roku. W zamierzeniu powieść miała być częścią cyklu Żywot wielkiego grzesznika, a historia Aloszy kontynuowana. Dostojewski zmarł jednak niedługo po publikacji Braci Karamazow, więc dalsze losy bohaterów pozostały w sferze domniemań.
Pełny tekst:  Bracia Karamazow  w Wikiźródłach 

  Pobierz jako: EPUB   • PDF   • MOBI  

## Tematyka i znaczenie
Książka opisuje historię ojcobójstwa, w którą w różnym stopniu są zamieszani wszyscy synowie zamordowanego człowieka. Powieść koncentruje się na psychologicznych pobudkach kierujących bohaterami. Roztrząsa odwieczne dylematy ludzkości, takie jak choćby istnienie wolnej woli, Boga, zła, miłości i ateizmu. Dostojewski po mistrzowsku penetruje najmroczniejsze zakamarki duszy ludzkiej i targające człowiekiem namiętności.
Od czasu wydania książka została uznana przez wielu myślicieli, m.in. Zygmunta Freuda i Alberta Einsteina, za jedno z najwybitniejszych dzieł światowej literatury.

## Główni bohaterowie
Aleksy Fiodorowicz Karamazow
Alosza jest trzecim synem Fiodora Pawłowicza Karamazowa i młodszym bratem Dymitra oraz Iwana. Miły, kochający i mądry Alosza jest całkowitym przeciwieństwem swojego ojca. Ma prostą wiarę w Boga i jest uczniem starca Zosimy w klasztorze.
Dymitr Fiodorowicz Karamazow
Dymitr, najstarszy syn Fiodora Pawłowicza, jest pełen pasji i impulsywny. Po zakochaniu się w Gruszeńce zmaga się ze swoją wadliwą naturą i ciężarem grzechu, walcząc o duchowe zbawienie.
Iwan Fiodorowicz Karamazow
Iwan, środkowy syn Fiodora Pawłowicza, jest inteligentnym i rozsądnym uczniem. Zmaga się z religijnymi wątpliwościami, ponieważ nie może pogodzić idei niesprawiedliwego cierpienia z wiarą w kochającego Boga. Popada w szaleństwo, które prowadzi go do zabójstwa swojego ojca.
Fiodor Pawłowicz Karamazow
Patriarcha rodziny Karamazowów, ojciec Aloszy, Dymitra i Iwana. Prowadzi życie pełne brutalności, chciwości i zmysłowości. Nie ma żadnej miłości do swoich dzieci i jest całkowicie pozbawiony godności, mimo bogactwa. Fiodor Pawłowicz zostaje ostatecznie zabity przez Smierdjakowa.
Agrafiena Aleksandrowna Swietłowa
Gruszeńka, piękna młoda kobieta przywieziona do miasta po zdradzie kochanka. Jest dumna, gorąca i uparta. Jest źródłem wielu konfliktów między rodziną Karamazowów a Dmitrijem. Po spotkaniu z Aloszą w jej charakterze zaczynają ujawniać się ukryte cechy życzliwości i miłości.
Paweł Fiodorowicz Smierdjakow
Smierdjakow, syn Fiodora Pawłowicza, wychowany przez Grigorija i Marfę, pracuje jako służący w domu Fiodora Pawłowicza. Cierpi na epilepsję i ma zły charakter, czasami otwarcie okazując złośliwość, a czasami skrywając ją za maską podłej służalczości. Jego antyreligijna niemoralność prowadzi go do dyskusji filozoficznych z Iwanem, co ostatecznie prowadzi do zabójstwa Fiodora Pawłowicza.
Starzec Zosima
Mędrzec klasztoru i nauczyciel Alyoshy, który promuje miłość do ludzkości, przebaczanie grzechów i docenianie stworzeń Bożych. Jest niezwykle inteligentny i pełen szczerej religijnej wiary.
Katerina Iwanowna Wierchowcew
Była narzeczona Dymitra, którą ten porzucił po zakochaniu się w Gruszeńce. Cierpi z powodu złego traktowania przez Dymitra i przyjmuje postawę męczeńską. Pomimo miłości do Iwana, nie jest w stanie spełnić wymagań swojego uczucia.
Katerina Ospowna Chochłakowa
Bogata dama z miasteczka, matka Kateriny. Jest stosunkowo niegroźna, powierzchowna i egoistyczna, skłonna do obsesji na punkcie złego zachowania swojej córki Lisy.
Liza Chochłakowa
Córka Madame Chochłakowej, psotna i kapryśna młoda dziewczyna, która była zaręczona z Aloszą przez krótki czas. Jest tak samo płytka i egoistyczna jak jej matka, ma trudności z traktowaniem spraw poważnie i ostatecznie popada w rodzaj autodestrukcyjnego rozpaczy, wyciskając paznokieć na drzwiach z żałosnym skutkiem.
Michał Osipowicz Rakitin
Młody teolog, który jest postrzegany jako przyjaciel Aloszy, ale potajemnie go lekceważy. Ironiczny i cyniczny Rakitin jest zbyt dobrze wykształcony, by mieć prawdziwą wiarę religijną, dlatego poprzestaje na przyjmowaniu różnych modnych teorii filozoficznych. Cytuje Nietzschego i twierdzi, że jest socjalistą. Głęboko zagrożony pozorną prawdziwą moralną czystością Aloszy, usiłuje wprowadzić Gruszeńkę, wierząc, że wstrząśnie wiarą Aloszy.
Piotr Aleksandrowicz Miusow
Bogaty właściciel ziemski, kuzyn pierwszej żony Fiodora Pawłowicza i przez krótki czas opiekun młodego Dymitra. Uważa się za intelektualistę politycznego i całkowicie pogardza Fiodorem Pawłowiczem.

## Geneza

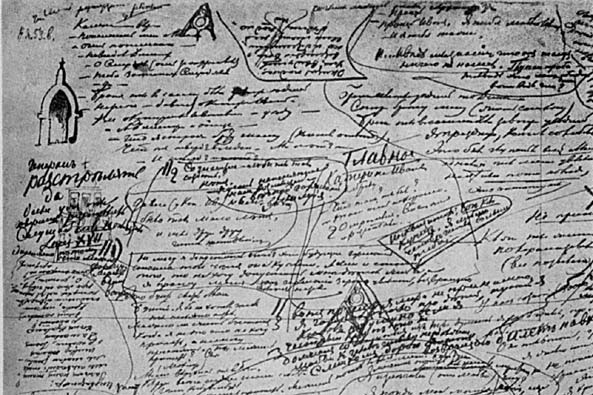
Zapiski Dostojewskiego do Braci Karamazow

Pierwsze notatki związane z Braćmi Karamazow zaczął pisać Dostojewski już w kwietniu 1878. Jednym z ważniejszych czynników, które wpłynęły na pisarza, była myśl filozofa rosyjskiego Nikołaja Fiodorowa. Uważał on, że zbawienie może nastąpić na Ziemi poprzez synów potrafiących odkupić grzechy swych rodziców.
Tymczasem synowie Fiodora Karamazowa borykają się z różnorodnej natury problemami moralnymi i życiowymi, które rozbijają rodzinę. Od oskarżenia o ojcobójstwo, które spada na najstarszego z braci, po ciężką chorobę i diabła, nawiedzającego środkowego. Swymi postępkami synowie zaprzepaszczają nadzieję na zjednoczenie ludzkiej rodziny postulowane przez Fiodorowa.
Istotna dla struktury powieści była też osobista tragedia Fiodora Dostojewskiego. W maju 1878 prace nad utworem przerwała śmierć trzyletniego synka, Aloszy (Alosza to też w powieści imię najmłodszego z braci Karamazow). Tragizmu sytuacji dodał fakt, że dziecko zmarło na odziedziczoną po ojcu epilepsję. Główny bohater Braci Karamazow nosi takie samo imię jak zmarły syn autora, pojawia się też historia sztabskapitana Sniegiriowa i jego śmiertelnie chorego synka Iliuszy.
Sam wybór ojcobójstwa jako głównego wątku powieści był inspirowany spotkaniem Dostojewskiego z niejakim Ilińskim na Syberii. Człowiek ten, jak się później okazało, odbywał karę za zbrodnię, której nie popełnił. Iliński był pierwowzorem książkowego Dymitra Karamazowa.
Powieść składa się z czterech części i epilogu. Każda część składa się z trzech ksiąg podzielonych na mniejsze podrozdziały. Większość napisana została w Starej Russie, która stała się pierwowzorem książkowego Skotoprigoniewska.
Pierwszego, częściowego polskiego tłumaczenia dokonała w 1913 Barbara Beaupré, która skróciła i zniekształciła znaczne partie utworu, a także opuściła liczne ustępy (m.in. opowieść o Wielkim Inkwizytorze). Pełnego przekładu powieści dokonał Aleksander Wat w 1928. Braci Karamazow przełożył również na język polski Adam Pomorski w 2004. Istnieje też tłumaczenie Wacława Wireńskiego z roku 1929. W 2015 ukazała się translacja Cezarego Wodzińskiego.
Pisarz dedykował powieść żonie Annie Dostojewskiej.

## Treść

### Księga Pierwsza. Dzieje pewnej rodzinki
Zapoznanie czytelnika z historią rodziny Karamazowów. Szczegóły dwóch małżeństw Fiodora oraz obojętność na wychowanie własnych dzieci.
Narrator opisuje również szeroko osobowość każdego z braci i powody ich przybycia do miasta. Księgę kończy opis tajemniczego mistyka – starca Zosimy.

### Księga Druga. Nieprzyzwoite zebranie
Rozpoczyna się przybyciem rodziny Karamazowów do monasteru. Starzec Zosima ma pełnić rolę mediatora pomiędzy Dymitrem i Fiodorem w sprawie należnych synowi dóbr materialnych. Dymitr przybywa na spotkanie jako ostatni, sprowokowany nikczemnością ojca wdaje się w awanturę, co pogłębia ich konflikt. W księdze opisane jest również spotkanie starca Zosimy z niewiastami, które wierzą w jego zdolności lecznicze i uzdrawiającą moc. Starzec pociesza matkę rozpaczającą po stracie trzyletniego synka (analogia do osobistej tragedii autora).

### Księga Trzecia. Lubieżnicy
Dostarcza więcej szczegółów dotyczących trójkąta miłosnego jaki powstał pomiędzy Gruszeńką, Fiodorem i jego synem Dymitrem.
Autor odkrywa szczegóły charakteru Dymitra podczas jego rozmowy z Aloszą. Tego samego wieczoru Mitia, wtargnąwszy do domu ojca, grozi mu przy świadkach, że go zabije. Opisana jest również historia obłąkanej Lizawiety Smierdiaszczej i jej syna Smierdiakowa.
Alosza jest świadkiem upokorzenia Katarzyny Iwanowny przez Gruszeńkę.

### Księga Czwarta. Szarpanina
Wprowadza do powieści wątek poboczny, który pojawi się również później. Alosza obserwuje grupkę chłopców rzucających kamieniami w jednego z rówieśników imieniem Iliusza. Gdy Karamazow stara się pomóc, Iliusza gryzie go w palec. Później dowiadujemy się, że ojciec Iliuszeńki został wyciągnięty za brodę z baru przez Mitię Karamazowa, a następnie pobity. Niebawem Aleksy udaje się do domu kapitana z propozycją gotówkowej rekompensaty. Ojciec Iluszy najpierw przyjmuje pieniądze, po chwili jednak unosi się honorem i odrzuca pomoc.

### Księga Piąta. Pro i Contra

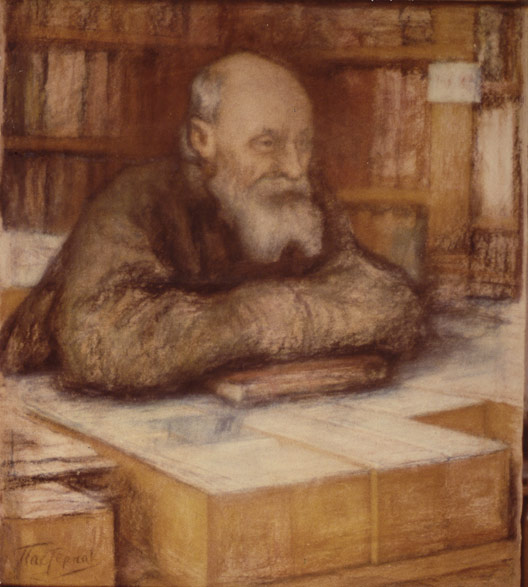
M. Fiodorow

Racjonalistyczna i nihilistyczna ideologia przenikająca Rosję końca XIX wieku zostaje wyłożona przez Iwana Karamazowa podczas spotkania z bratem Aleksym w kawiarni. Iwan ogłasza, że odrzuca świat stworzony przez Boga, ponieważ jest zbudowany na cierpieniu niewinnych. Iwan opowiada również historię inkwizytora i jego spotkania z Jezusem. Inkwizytor oskarża Chrystusa o danie ludziom wolnej woli, której nie są w stanie znieść. Ma miejsce również tajemnicza rozmowa między Iwanem Karamazowem a Smierdiakowem, który sugeruje, żeby Iwan wyjechał do Czermaszni. Dialog jest pełen aluzji i niezwykle istotny dla późniejszej akcji. Dostojewski opisał rozdział piąty jako punkt kulminacyjny powieści.

### Księga Szósta. Rosyjski mnich
Odnosi się do życia zmarłego starca Zosimy. Opisuje on swoją burzliwą młodość i odnalezienie wiary.
Zosima przed pojedynkiem doznaje oświecenia, a podczas samej konfrontacji w odpowiedzi na strzał rywala odrzuca pistolet. Przedstawione są nauki starca, który zrozumiał, że „każdy człowiek jest za wszystkich i wszystko winien, nie tylko za własne grzechy”.

### Księga Siódma. Alosza
Rozpoczyna się niebawem po śmierci starca Zosimy. Zebrani w monasterze są przekonani, że ciała świętych nie gniją, spodziewają się cudów. Ich oczekiwania nie zostają spełnione, wręcz przeciwnie, trup starca szybko zaczyna wydzielać nieprzyjemny odór. Świętość i godne postępowanie Zosimy zostaje szybko zakwestionowane przez przeciwników.
Jeden z kolegów Aloszy – Rakitin wykorzystuje jego słabość i aranżuje spotkanie z Gruszeńką.

### Księga Ósma. Mitia
Dymitr rozpaczliwie poszukuje pieniędzy, które umożliwią mu ucieczkę z Gruszeńką. Karamazow pragnie też zwrócić przejęte od Katarzyny Iwanowny pieniądze, ponieważ nie chce uchodzić za złodzieja. W szaleńczym poszukiwaniu funduszy Dymitr udaje się po pomoc do różnych, nawet niezbyt mu znajomych osób. Omamiony możliwością zdobycia pieniędzy udaje się nawet do sąsiedniego miasteczka.
Po powrocie dowiaduje się, że Gruszeńka oszukała go. Biegnie więc do domu ojca, aby sprawdzić czy jest tam ukochana. Gdy Dymitr opuszcza ogród ojca, zostaje zauważony przez służącego Grzegorza, którego uderza w głowę tłuczkiem do mięsa. W zakrwawionym ubraniu i z tysiącami rubli Dymitr udaje się do Piotra Ilicza Pierchotina, odbiera pistolety i składa zamówienie na wino i różnorakie przysmaki. Na uczcie zorganizowanej przez Mitię Gruszeńka wyjawia mu, że go kocha. Szczęście trwa jednak krótko, gdyż po chwili pojawia się wiceprokurator.
Dymitr Karamazow zostaje oskarżony o ojcobójstwo.

### Księga Dziewiąta. Śledztwo wstępne
Opisuje szczegóły morderstwa Fiodora Karamazowa i przesłuchania Mitii, który mimo oskarżenia nie przyznaje się do zbrodni. Motyw rabunkowy potwierdza fakt, że chociaż wcześniej tego samego wieczoru Dymitr nie posiadał pieniędzy, to nagle ma tysiące rubli. Ponadto trzy tysiące przygotowane przez Fiodora dla Gruszeńki zniknęły. Oskarżony tłumaczy, że od dawna nosił połowę z pieniędzy Katarzyny, miał je zaszyte w szmatce. Prawników takie wytłumaczenia nie przekonują, wszystkie poszlaki świadczą przeciwko Dymitrowi. Ponadto jedyną osobą obecną w domu był pogrążony w epileptycznym ataku Smierdiakow. Mitia zostaje aresztowany.

### Księga Dziesiąta. Chłopcy
Powrót do historii Iliuszy i jego szkolnych kolegów. Księga rozpoczyna się wprowadzeniem Koli Krasotkina, bystrego prymusa szeroko znanego z sympatii do europejskich idei. Chłopiec wysoko ceni ateizm, racjonalne podejście do rzeczywistości, bliski jest mu również socjalizm. Wydaje się, że w przyszłości wyrośnie na człowieka podobnego charakteru co Iwan Karamazow. Kola jest znudzony życiem, płata karkołomne i desperackie figle. Pewnego razu kładzie się nawet między szynami i przeczekuje przejazd pociągu. Szanowany w szkole, szczególnie przyjaźni się z Iliuszą.
Dalej z księgi dowiadujemy się o pogarszającym się zdrowiu Iliuszeńki, który uważa, że choroba to kara za znęcanie się nad psem, Żuczkiem. W końcu Kola przyprowadza do domu Iliuszy psa, o którego zabójstwo obwiniał się malec.

### Księga Jedenasta. Brat Iwan Fiodorowicz

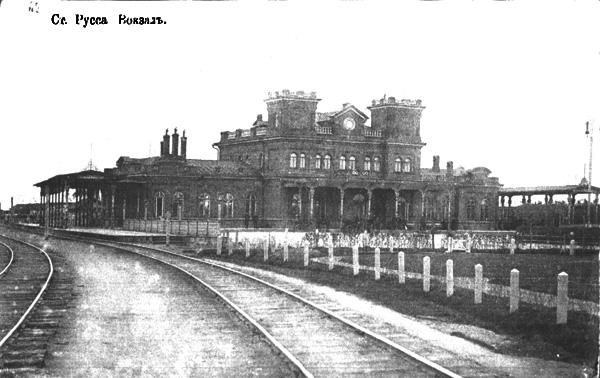
Stara Russa w 1916

Iwana Karamazowa dręczą wyrzuty sumienia, czuje się współodpowiedzialny za śmierć ojca. Trzy razy odwiedza Smierdiakowa, który za trzecim razem wyjawia mu okrutną prawdę. Przyznaje, że zabił Fiodora Karamazowa i spreparował dowody tak, aby wskazywały na Dymitra. Smierdiakow uważa, że Iwan dobrze wiedział o jego morderczych zamiarach, a informując o swoim wyjeździe, dał mu milczące przyzwolenie na zbrodnię. Iwan obwiniając się popada w obłęd, ma halucynacje, odwiedza go szatan. Niebawem Alosza informuje Iwana, że Smierdiakow popełnił samobójstwo.

### Księga Dwunasta. Pomyłka sądowa
Szczegóły sprawy sądowej Dymitra Karamazowa. Iwan stara się przekonać przysięgłych, że zabójcą był Smierdiakow, jednak z powodu słabego stanu zdrowia jego zeznania wydają się niewiarygodne. Kluczowe stają się obciążające Dymitra zeznania złożone przez Katarzynę Iwanownę. Po mowach końcowych prokuratora i obrońcy Mitia zostaje uznany za winnego ojcobójstwa.

### Epilog
Snute są plany uratowania Dymitra od lat ciężkich robót na Syberii. Dymitr chce zbiec podczas podróży na katorgę i wyjechać do Ameryki razem z Gruszeńką. Mają tam żyć przez kilka lat, ucząc się obcego języka i ciężko pracując („będę orał w ziemi”). Po kilku latach jednak chcieliby powrócić do Rosji, osiąść dla niepoznaki gdzieś daleko od ich miasteczka i udawać cudzoziemców, byle tylko żyć w kraju ojczystym.
Do celi Dymitra Karamazowa przychodzi po usilnych prośbach Aloszy Katarzyna Iwanowna. Wybaczają sobie z Dymitrem wzajemne winy. Przypadkiem zastaje ich tam Grusza, którą Katia Iwanowna prosi o przebaczenie. Ta jednak nie odpowiada wprost.
Powieść kończy się pogrzebem Iliuszy i mową Aloszy do chłopców przy kamieniu. Aleksy Karamazow przyrzeka pamiętać chłopców i radzi im, aby i oni zapamiętali śmierć kolegi, jego dobroć i miłość. W przyszłości w trudnych chwilach lub w chwilach oszałamiających sukcesów będą mogli zawsze wrócić do tego momentu i do pamięci o Iliuszy. Na końcu chłopcy wznoszą okrzyki „Niech żyje Karamazow!”.

## Ekranizacje
Istnieje szereg filmowych adaptacji dzieła Dostojewskiego. Wśród nich:
- Bracia Karamazow (film 1915) (niemy, reż. Viktor Tourjansky, prod. rosyjskiej)
- Die Brüder Karamasoff (1921, reż. Carl Froelich, z udziałem Fritza Kortnera i Bernharda Goetzke, prod niemieckiej)
- Bracia Karamazow (film 1958) (reż. Richarda Brooksa, z udziałem Yula Brynnera)
- Bracia Karamazow (film telewizyjny 1969) (reż. Marcel Bluwal)
- Bracia Karamazow (film 1968) (reż. Kirił Ławrow, Iwan Pyriew, Michaił Uljanow)
- Chłopcy (1990, reż. Renita Grigorjewa i Jurij Grigorjew, na podstawie dziesiątego rozdziału)
- Bracia Karamazow (film 2007) (reż. Petr Zelenka, z udziałem Ivana Trojana, Andrzeja Mastalerza i Jerzego Rogalskiego)
- Bracia Karamazow (film 2008) (reż. Jurij Moroz)
- Bracia Karamazow (serial 2009) (reż. Jurij Moroz)[7]